# Bầu cử tổng thống Đài Loan 2024
Cuộc bầu cử tổng thống và phó tổng thống lần thứ 16 của Trung Hoa Dân Quốc được tổ chức tại Đài Loan vào thứ bảy ngày 13 tháng 1 năm 2024. Quá trình bầu cử sơ bộ và đề cử ứng cử viên tổng thống được tổ chức vào cuối năm 2023.
Đảng Dân Tiến cầm quyền đã đề cử Phó Chủ tịch Lại Thanh Đức vào tháng 3 năm 2023, ông đã đảm bảo được chức chủ tịch đảng bằng sự tán dương. Ông đã chọn Tiêu Mỹ Cầm, Đại diện lúc bấy giờ của Hoa Kỳ, làm người tranh cử của mình.
Phe đối lập Quốc dân Đảng đã đề cử thị trưởng đương nhiệm Tân Đài Bắc Hầu Hữu Nghi làm ứng cử viên tranh cử tổng thống của họ vào tháng 5 năm 2023. Vào tháng 11, ông Hầu đã chọn cựu thành viên Lập pháp viện Triệu Thiếu Khang làm người tranh cử của mình. Đảng Nhân dân Đài Loan đã đề cử Kha Văn Triết, lãnh đạo của đảng này, cựu Thị trưởng Đài Bắc, người đã lần lượt chọn thành viên Lập pháp Viện Ngô Hân Doanh làm người đồng hành cùng mình. Mặc dù trước đó đã nói rằng ông sẽ ủng hộ đề cử của Hầu Hữu Nghi, nhưng doanh nhân Quách Đài Minh đã tuyên bố đấu thầu độc lập vào tháng 9 năm 2023, trước khi cuối cùng từ bỏ vào tháng 11.
Người chiến thắng trong cuộc bầu cử tổng thống năm 2024 dự kiến sẽ nhậm chức vào ngày 20 tháng 5 năm 2024.

## Điều kiện tranh cử

### Đảng Dân Tiến

#### Đề cử
| Liên danh Dân chủ Tiến bộ 2024                |                                                  |
| Lại Thanh Đức                                 | Tiêu Mỹ Cầm                                      |
| chức tổng thống                               | chức phó tổng thống                              |
|                                               |                                                  |
| Chủ tịch Đảng Dân chủ Tiến bộ (2023-hiện tại) | Đại sứ Trung Hoa Dân quốc tại Hoa Kỳ (2020-2023) |

### Quốc dân Đảng

#### Đề cử
| Liên danh Quốc dân Đảng 2024       |                                                |
| Hầu Hữu Nghi                       | Triệu Thiếu Khang                              |
| chức tổng thống                    | chức phó tổng thống                            |
|                                    |                                                |
| Thị trưởng Tân Bắc (2018-Hiện tại) | Ủy viên Hội đồng thành phố Đài Bắc (1981-1987) |

### Đảng Nhân dân Đài Loan

#### Đề cử
| Liên danh Đài Loan Dân Chúng 2024 |                                         |
| Kha Văn Triết                     | Ngô Hân Doanh                           |
| chức tổng thống                   | chức phó tổng thống                     |
|                                   |                                         |
| Thị trưởng Đài Bắc (2014–2022)    | Thành viên của lập pháp (2022–Hiện tại) |

## Triển vọng
Thái Anh Văn của Đảng Tiến Dân trở thành nữ tổng thống đầu tiên sau khi giành chiến thắng trong cuộc bầu cử tổng thống năm 2016, đánh bại ứng cử viên Quốc dân Đảng Chu Lập Luân. Bà đắc cử nhiệm kỳ thứ hai vào năm 2020 và sẽ phục vụ đến năm 2024. Thái Anh Văn từ chức chủ tịch đảng sau khi DPP thất thế trong cuộc bầu cử địa phương ở Đài Loan năm 2022. Bà được thay thế trong vai trò diễn xuất bởi Trần Kỳ Mại. Phó Chủ tịch Lại Thanh Đức của bà Thái cuối cùng đã trở thành chủ tịch đảng nhờ được ca ngợi vào cuối năm 2022.